# Kapundutan
Kapundutan is een bestuurslaag in het regentschap Pekalongan van de provincie Midden-Java, Indonesië. Kapundutan telt 406 inwoners (volkstelling 2010).